# Hapoel Holon 2022-2023
Questa voce raccoglie le informazioni riguardanti l'Hapoel Holon nelle competizioni ufficiali della stagione 2022-2023.

## Stagione
La stagione 2022-2023 dell'Hapoel Holon è la 57ª nel massimo campionato israeliano di pallacanestro, la Ligat ha'Al.

## Roster
Aggiornato al 24 aprile 2024.
| Hapoel Atsmon 2022-23 | Hapoel Atsmon 2022-23 |
| Giocatori             | Staff tecnico         |
| --------------------- | --------------------- |

| N. | Naz.                                    | Ruolo | Nome                | Anno | Alt.   | Peso   |  |
| -- | --------------------------------------- | ----- | ------------------- | ---- | ------ | ------ |  |
| 1  | Stati Uniti (bandiera)                  | P     | Joe Ragland         | 1989 | 182 cm | 82 kg  |  |
| 2  | Israele (bandiera)                      | AP    | Shawn Dawson        | 1993 | 198 cm | 93 kg  |  |
| 4  | Stati Uniti (bandiera)                  | AP    | Chris Johnson (C)   | 1990 | 198 cm | 93 kg  |  |
| 5  | Stati Uniti (bandiera)                  | G     | Manny Harris        | 1989 | 196 cm | 84 kg  |  |
| 8  | Francia (bandiera) · Israele (bandiera) | G     | Frédéric Bourdillon | 1991 | 193 cm | 86 kg  |  |
| 10 | Israele (bandiera)                      | P     | Gal Abrass          | 2000 | 189 cm |        |  |
| 11 | Stati Uniti (bandiera)                  | G     | C.J. Harris         | 1991 | 191 cm | 86 kg  |  |
| 12 | Israele (bandiera)                      | G     | Shahar Amir         | 1999 | 186 cm |        |  |
| 14 | Israele (bandiera)                      | G     | Harel Dadon         | 1998 | 193 cm |        |  |
| 20 | Stati Uniti (bandiera)                  | A     | Hayden Dalton       | 1996 | 203 cm | 88 kg  |  |
| 21 | Israele (bandiera)                      | PG    | Ofek Fogelman       | 2002 | 186 cm |        |  |
| 22 | Stati Uniti (bandiera)                  | C     | Javin DeLaurier     | 1998 | 208 cm | 106 kg |  |
| 23 | Israele (bandiera)                      | AP    | Netanel Artzi       | 1997 | 197 cm | 89 kg  |  |
| 24 | Stati Uniti (bandiera)                  | C     | Marvin Jones        | 1993 | 213 cm | 100 kg |  |
| 20 | Israele (bandiera)                      | AG    | Niv Baloul          | 1998 | 202 cm |        |  |
| 30 | Israele (bandiera)                      | PG    | Ran Solomon         | 2005 | 185 cm |        |  |
| 32 | Stati Uniti (bandiera)                  | PG    | Erick Green         | 1991 | 191 cm | 83 kg  |  |
| 33 | Israele (bandiera)                      | A     | Maxim Romanov       | 2000 | 201 cm |        |  |
| 35 | Camerun (bandiera)                      | AC    | Kenny Kadji         | 1988 | 211 cm | 110 kg |  |
| 44 | Israele (bandiera)                      | P     | Niv Misgav          | 1995 | 182 cm | 80 kg  |  |

| Allenatore                                                                    |
| - Guy Goodes                                                                  |
| Assistente/i                                                                  |
| - Ido Levit - Amit Sherf Legenda - (C) Capitano - (IN) Inattivo - Infortunato |

## Mercato

### Sessione estiva
| Acquisti | Acquisti      | Acquisti         | Acquisti   | Acquisti |
| R.       | Nome          | da               | Modalità   |          |
| -------- | ------------- | ---------------- | ---------- | -------- |
| P        | Gal Abrass    |                  | svincolato |          |
| P        | Erick Green   | Universo Treviso | svincolato |          |
| G        | Shahar Amir   | M.I. Ramat Gan   | svincolato |          |
| G        | Harel Dadon   | Ramat HaSharon   | svincolato |          |
| G        | C.J. Harris   | Bourg-en-Bresse  | svincolato |          |
| AP       | Shawn Dawson  | Bnei Herzliya    | svincolato |          |
| A        | Maxim Romanov |                  | svincolato |          |
| AC       | Kenny Kadji   | BCM Gravelines   | svincolato |          |
| C        | Marvin Jones  | Leones de Ponce  | svincolato |          |

| Cessioni | Cessioni      | Cessioni           | Cessioni       | Cessioni |
| R.       | Nome          | a                  | Modalità       |          |
| -------- | ------------- | ------------------ | -------------- | -------- |
| P        | Ido Romy      |                    | fine contratto |          |
| PG       | Omer Tal      | Ironi Nahariya     | fine contratto |          |
| G        | Adam Smith    | Bilbao Berri       | fine contratto |          |
| G        | Tyrus McGee   | Fujian Sturgeons   | fine contratto |          |
| AP       | Rafi Menco    | Maccabi Tel Aviv   | fine contratto |          |
| AP       | Guy Pnini     | Maccabi Tel Aviv   | fine contratto |          |
| AG       | Eitan Yanai   | Maccabi Rehovot    | fine contratto |          |
| AC       | Michale Kyser | Bilbao Berri       | fine contratto |          |
| C        | Steve Zack    | Akita N. Happinets | fine contratto |          |

### Dopo l'inizio della stagione
| Acquisti | Acquisti        | Acquisti     | Acquisti         | Acquisti   |
| R.       | Nome            | da           | Data             | Modalità   |
| -------- | --------------- | ------------ | ---------------- | ---------- |
| C        | Javin DeLaurier | Karditsas    | 12 dicembre 2022 | svincolato |
| G        | Manny Harris    | Free agent   | 25 febbraio 2023 | svincolato |
| AG       | Niv Baloul      | Free agent   | marzo 2023       | svincolato |
| AP       | Netanel Artzi   | Hapoel Eilat | maggio 2023      | svincolato |

| Cessioni | Cessioni      | Cessioni              | Cessioni         | Cessioni    |
| R.       | Nome          | a                     | Data             | Modalità    |
| -------- | ------------- | --------------------- | ---------------- | ----------- |
| G        | Harel Dadon   | M.I. Ramat Gan        | dicembre 2022    | rescissione |
| PG       | Erick Green   | Budućnost             | 29 dicembre 2022 | rescissione |
| AC       | Kenny Kadji   | Limoges CSP           | 30 gennaio 2023  | rescissione |
| A        | Maxim Romanov | Elitzur Eito Ashkelon | marzo 2023       | rescissione |
| G        | Manny Harris  | Merkezefendi Denizli  | 28 aprile 2023   | rescissione |